# 冈氏绿蝮
冈氏绿蝮（学名：Viridovipera gumprechti）也称冈氏竹叶青蛇，一种分布于越南、老挝、泰国、缅甸以及中国云南省等地区的毒蛇，隶属于蝰科绿蝮属。

## 分类
本种原属于广义的竹叶青属 Trimeresurus (sensu lato)。2004年，英国班戈大学的阿妮塔·马尔霍特拉（Anita Malhotra）和罗杰·S·索普（Roger S Thorpe）结合半阴茎形态、鳞片特征和分子生物学证据，对广义的竹叶青属进行了系统学研究，认为广义的竹叶青属不是一个单系，恢复3属，新建了绿蝮属等3属。本种被划入绿蝮属，中文名随属名作相应改变。但是目前很多资料仍将本属物种归入竹叶青属。

## 形态特征
冈氏绿蝮体长可达120～130厘米。身体背部呈亮绿色或翠绿色，腹部为黄绿色，尾梢为醒目的红色。眼睛后面有不明显的白色眉纹，体侧有一道细细的白色或蓝白色条纹，从颈部一直延伸至尾部。

## 保护
本种于2023年被收录入《有重要生态、科学、社会价值的陆生野生动物名录》。